# Ctenolepis garcinii
Ctenolepis garcinii är en gurkväxtart som först beskrevs av Nicolaas Laurens Nicolaus Laurent Burman, och fick sitt nu gällande namn av Naud.. Ctenolepis garcinii ingår i släktet Ctenolepis, och familjen gurkväxter. Inga underarter finns listade i Catalogue of Life.